# Lewis Bayly
Lewis Bayly, anche noto come Lewis Bayley o in italiano come Luigi Baily (Carmarthen, probabilmente 1565 – Bangor, 26 ottobre 1631), è stato un vescovo anglicano e teologo britannico.

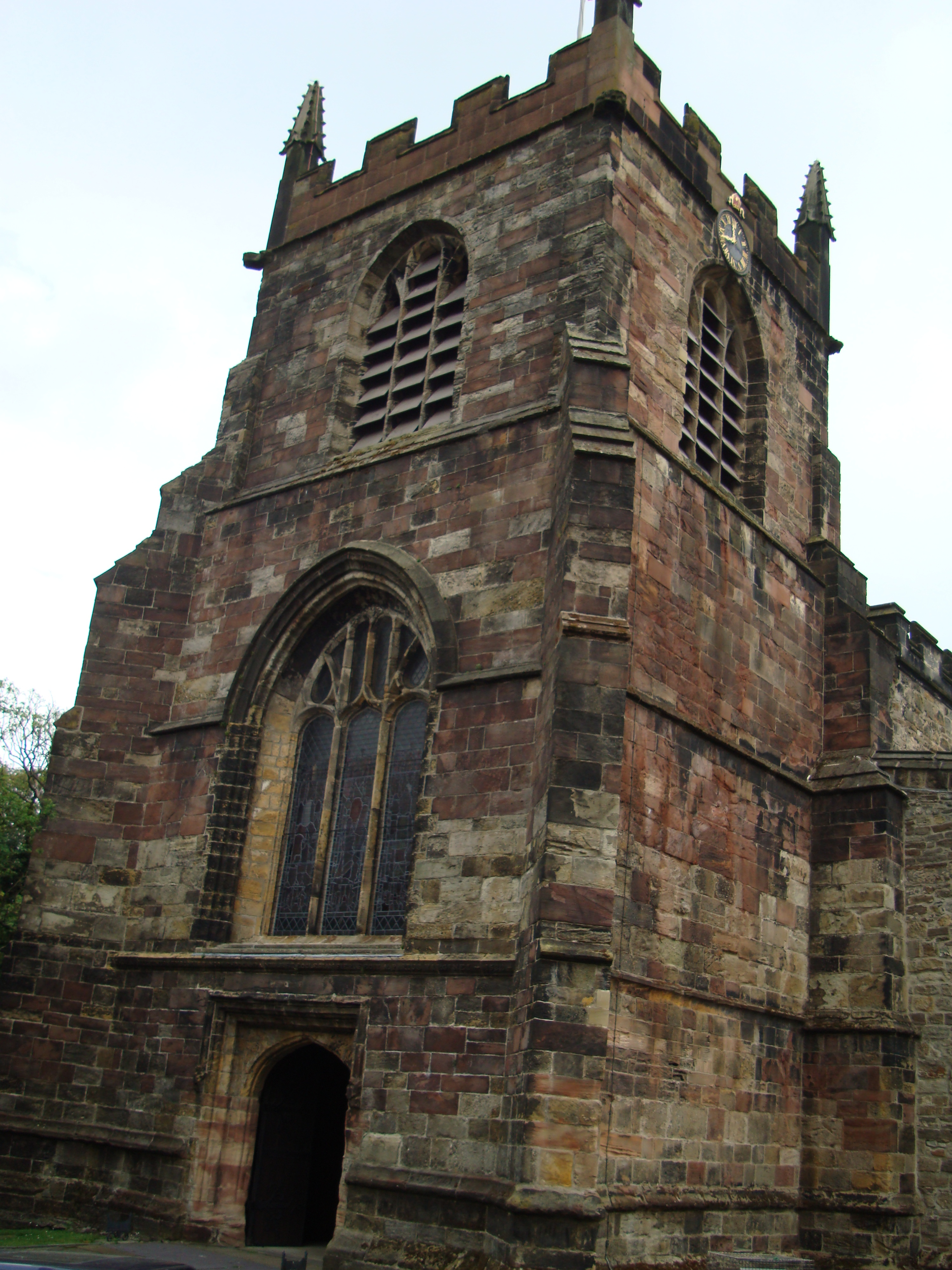
La cattedrale di Bangor

Si è distinto come influente rappresentante della spiritualità puritana e più tardi è stato apprezzato dal movimento pietista per l'affinità dei suoi accenti individualistici e contemplativi.

## Biografia
Dopo aver studiato ad Oxford (Exeter College), diventa vicario di Evesham (Worcestershire, Regno Unito) e nel 1604 rettore della chiesa di S. Matteo, Friday Street, Londra. Viene nominato Tesoriere della cattedrale di St. Paul a Londra e poi cappellano di Henry Frederick, principe di Galles (morto nel 1612) e più tardi di re Giacomo I che, nel 1616 lo nomina vescovo di Bangor. Il suo ministero episcopale, però, è macchiato dalla sua discutibile amministrazione finanziaria della diocesi e da accuse di nepotismo, cosa che lo vedrà far incarcerare per breve tempo nella Fleet Prison nel 1621. La cosa, però, pare pretestuosa ed una sorta di "avvertimento" causato dal fastidio da lui suscitato presso la famiglia reale anche a causa di suoi commenti critici pubblici al riguardo di matrimoni in quella famiglia, alleanze politiche e politica ecclesiastica in genere e ad una generale sua impazienza nel sottostare ai desiderata della Corona. Riconquista però il favore della Corona per averne difesa la causa, ma si attira così le antipatie e le critiche dei Puritani nel parlamento inglese.
La fama di Lewis Bayly, oltre che di straordinario predicatore e pastore, è legata soprattutto alla sua opera "La pratica della pietà" (anno della prima edizione sconosciuto, terza edizione: Londra, 1613), che raccoglie probabilmente una serie di suoi sermoni. Raggiunge la sua 74ª edizione nel 1821 ed è stato tradotto in gallese (1630), francese, tedesco, italiano (1720), romancio, polacco e persino nella lingua dei pellirossa del Massachusetts. In Olanda diventa il libro di spiritualità riformata più venduto del XVII secolo. È stato uno dei libri che la moglie di John Bunyan porta con sé come dote e che diventa strumentale per la stessa conversione di quest'ultimo alla fede cristiana, come pure di Howell Harris, leader del risveglio religioso in Galles nel XVIII secolo.
La sua seconda moglie, Ann era figlia di Sir Henry Bagenal di Castle Newry in Irlanda e Plas Newydd in Anglesey, da cui nascerà una stirpe nobiliare ancora oggi esistente.
Lewis Bayly è sepolto nella stessa cattedrale di Bangor.

## La pratica di pietà
La prima versione italiana della "Pratica di pietà", dal titolo completo: "La pratica di pietà, che insegna al cristiano il vero modo di piacere a Dio, di Luigi Baily. dottore di teologia, ministro del S. Evangelio, Capellano della Maestà del Re della Gran Bretagna e vescovo di Bangor", è stata pubblicata a Coira (Svizzera) nel 1720 con la traduzione (anonima) di G. F. - Dopo un'epistola dedicatoria a Carlo, principe di Galles, e una prefazione "al pio lettore", l'opera si sviluppa in 52 capitoli su 732 pagine dal carattere teologico e pratico. I primi sette capitoli trattano dell'essenza e degli attributi di Dio; dal X al XVII tratta della miseria, della corruzione e della condanna che grava sull'umanità; dal cap. XI al XVI tratta della redenzione dell'essere umano in Cristo; dal capitolo XVII al XIX del modo in cui la vita devozionale del cristiano deve svilupparsi; dal XX capitolo in poi sono contenute meditazioni e preghiere per ogni circostanza della vita, la confessione di peccato e la partecipazione alla Cena del Signore, la malattia e la preparazione alla morte. L'opera si conclude con il "Discorso dell'anima rapita in contemplazione della passione del suo Signore".
La discussione sulla concezione del Bayly al riguardo della Cena del Signore la pone chiaramente nell'ambito della tipica concezione protestante, in quanto egli nega che nel sacramento avvenga una qualsiasi trasformazione sostanziale (la concezione del Bayly è quindi nominalistica), ma che questa riguardi solo chi vi si accosta con fede. Cristo è nel sacramento, ma solo nell'uso che se ne fa, non negli elementi stessi. Attraverso l'Eucaristia è lo Spirito Santo che eleva la mente del comunicante a Cristo.

## Bayly ed il Pietismo
Le connessioni fra l'opera del Bayly con il Pietismo risalgono al vivo interesse che Philipp Spener (1635-1705), "padre del Pietismo" in Germania, ha per essa. Fin dalla sua infanzia, infatti, "La pratica della pietà" era fra le sue letture devozionali preferite. Più tardi, nel suo ministero a Francoforte, nei suoi collegia del 1670, si usava leggere anche brani di quest'opera. Spener diceva espressamente di easservi particolarmente legato. "La pratica di Pietà" era particolarmente diffusa nella Strasburgo luterana, benché il Calvinismo del Bayley fosse criticato dalle autorità della chiesa, non solo per la sua teologia, ma anche per le tendenze individualiste ed anti-istituzionali di quest'opera. La diffusione dell'opera del Bayley in Germania ed in Svizzera (e quindi anche nelle chiese riformate di lingua italiana in Svizzera) nel XVIII secolo è dovuta così prevalentemente ai promotori del Pietismo.